# Nelly Rosario

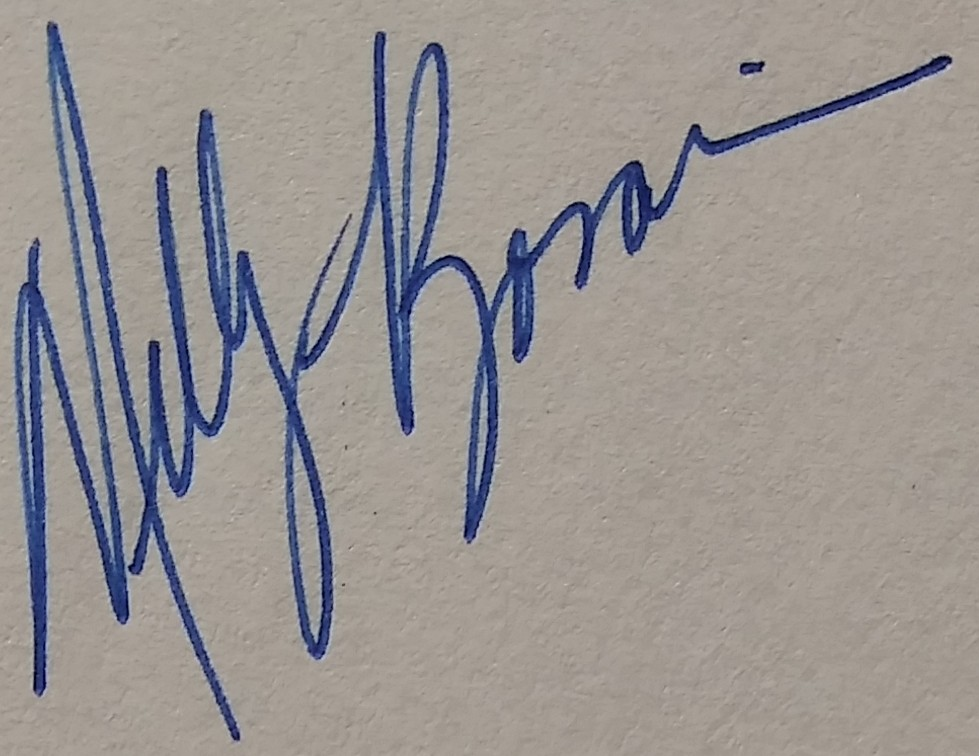
Firma de Nelly Rosario.

Nelly Rosario (1972) es una novelista dominicana-estadounidense e instructora de escritura creativa en el Programa de Estudios Latinos del Williams College. 

## Biografía
Nació en la República Dominicana y se crio en la sección Williamsburg de Brooklyn, Nueva York. Obtuvo una licenciatura en ingeniería civil y ambiental del MIT y una maestría en escritura creativa de la Universidad de Columbia.  Ha enseñado en el Programa de Escritura Creativa de Pregrado de la Universidad de Columbia, en el Programa de Maestría en Bellas Artes de la Universidad Estatal de Texas y fue investigadora visitante en el Programa de Escritura/Medios Comparativos del MIT. Su trabajo de ficción y no ficción creativa ha aparecido en varias antologías y revistas.
Tras el debut de su novela Song of the Water Saints, Rosario fue descrita por Julia Álvarez como "una Sherazade caribeña". 

## Premios y honores
- 1997: Ganadora del Premio de Ficción de la Fundación Hurston/Wright
- 2001: Nombrada "Writer on the Verge" por el Literary Supplement del Village Voice
- 2002: Ganadora del premio PEN Open Book
- 2003: Finalista del premio Hurston/Wright Legacy en la categoría de ficción debut
- 2008: Ganadora del Premio de Ficción de la Fundación Sherwood Anderson [1] [3]
- 2015: Ganadora del Premio de Creative Capital